# Hayley Jones
Hayley Jones (* 14. September 1988) ist eine britische Sprinterin.
Bei den Leichtathletik-Junioreneuropameisterschaften 2007 in Hengelo gewann sie über 200 m sowie in der 4-mal-100-Meter-Staffel Gold und in der 4-mal-400-Meter-Staffel Silber.
2013 holte sie mit der britischen 4-mal-100-Meter-Stafette bei den Leichtathletik-Weltmeisterschaften in Moskau die Bronzemedaille.

## Persönliche Bestzeiten
- 60 m (Halle): 7,31 s, 29. Januar 2013, Wien
- 100 m: 11,31 s, 22. Juni 2013, Manchester
- 200 m: 23,29 s, 7. Juli 2013, Wigan
- 400 m: 53,23 s, 9. Mai 2012, Pavia